# John Vrancken
Pour les articles homonymes, voir Vrancken.
John Vrancken, né le 18 février 1951 à Albertville (République démocratique du Congo) est un homme politique belge flamand, membre du Lijst Dedecker.
Il est bachelier en économie, marketing, comptabilité.

## Fonctions politiques
- député au Parlement flamand:
  - depuis le 6 juillet 2004  au 7 juin 2009